# Entella (città antica)
Entella (in greco antico: Ἔντελλα) era una delle antiche città della Sicilia tradizionalmente attribuite agli Elimi (assieme a Erice, Segesta e Iaitas). Sorgeva sulla Rocca di Entella, lungo il corso del fiume Belice sinistro (antico Ὑψας, leggi Hypsas). Il sito si trova in una posizione strategica, sia perché offre una visuale completa sul territorio circostante sia perché le caratteristiche morfologiche della Rocca ne fanno una fortezza naturale. Oggi l'area ricade a nord-ovest del Comune di Contessa Entellina.

## Storia

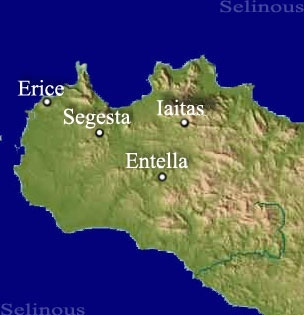
La posizione di Entella

Si ritiene che Entella fosse di origine sicana, sebbene le tradizioni sulla sua fondazione la colleghino anche agli elimi o a una presunta colonia troiana. Alcuni autori attribuiscono la fondazione ad Aceste, e la città avrebbe preso il nome da sua moglie Entella, come anche secondo Silio Italico. Secondo altri autori, invece, la città fu fondata da Elimo, mentre si dovrebbe a Virgilio il personaggio di Entello, eroe eponimo della città, amico e compagno di Aceste. In epoca storica, comunque, Entella era sicuramente un centro importante, forse pertinente agli elimi, come invece sicuramente erano Erice e Segesta.
La prima menzione storica di Entella si trova in Diodoro Siculo, il quale riferisce che nel 404 a.C. 1200 mercenari campani assoldati dai cartaginesi furono ammessi in città con una scusa, trucidarono tutti i cittadini maschi e se ne impadronirono, restandone padroni per molti anni. Durante le successive guerre tra Dionisio I di Siracusa e i cartaginesi, gli occupanti campani di Entella si schierarono dalla parte punica, mantenendo l’alleanza anche nel 396 a.C., quando invece tutte le città di Sicilia tranne cinque si schierarono con Siracusa.
Solo nel 368 a.C. Dionisio riuscì a sottomettere Entella; la città rimase in mano campana, ma ora ostile ai cartaginesi, che di conseguenza nel 345 a.C. ne devastarono il territorio e la assediarono, forse addirittura occupandola brevemente, anche se di certo poco dopo fu recuperata da Timoleonte, che le restituì libertà e indipendenza.
Scarseggiano le notizie sul periodo successivo. Il nome di Entella riaffiora durante il primo scontro tra antica Roma e Cartagine: anche se una sua partecipazione alla guerra non è nota, dovette esserne in qualche misura coinvolta: infatti - come indicato dai "decreti di Entella" - dopo il conflitto fu ripopolata con rifugiati ed ex prigionieri, probabilmente discendenti dei mercenari campani stabilitisi nel V secolo a.C., e divenne un municipio romano piuttosto fiorente, ove si praticavano cerealicoltura e viticoltura.
È menzionata ancora da Plinio il Vecchio e Claudio Tolomeo, ma non ci sono ulteriori menzioni in autori antichi successivi.
Nel XIII secolo il sito, naturalmente munito, fu fortificato da saraceni ribelli al Regno di Sicilia: dopo qualche anno di resistenza, nel 1246 fu espugnata da Federico II di Svevia, che ne espulse la popolazione a Lucera.

## Scavi archeologici
Le ricerche archeologiche della Scuola Normale Superiore di Pisa a Entella dimostrano che il sito era frequentato durante la media età del bronzo; ma l'urbanizzazione vera e propria è accertata solo dall'età tardo-arcaica, alla quale sono attribuite un'area artigianale, la fortificazione e alcuni ambienti di culto.
Il culto di Demetra e Kore è attestato dal V al III secolo a.C. nel santuario esterno alle mura. Di età ellenistica è la maggior parte delle tombe della necropoli "A", come dimostrano il tipo di sepoltura e il vasellame e le famose iscrizioni su tavolette bronzee con i decreti delle città di Entella e Nakone. 

### I "decreti di Entella"

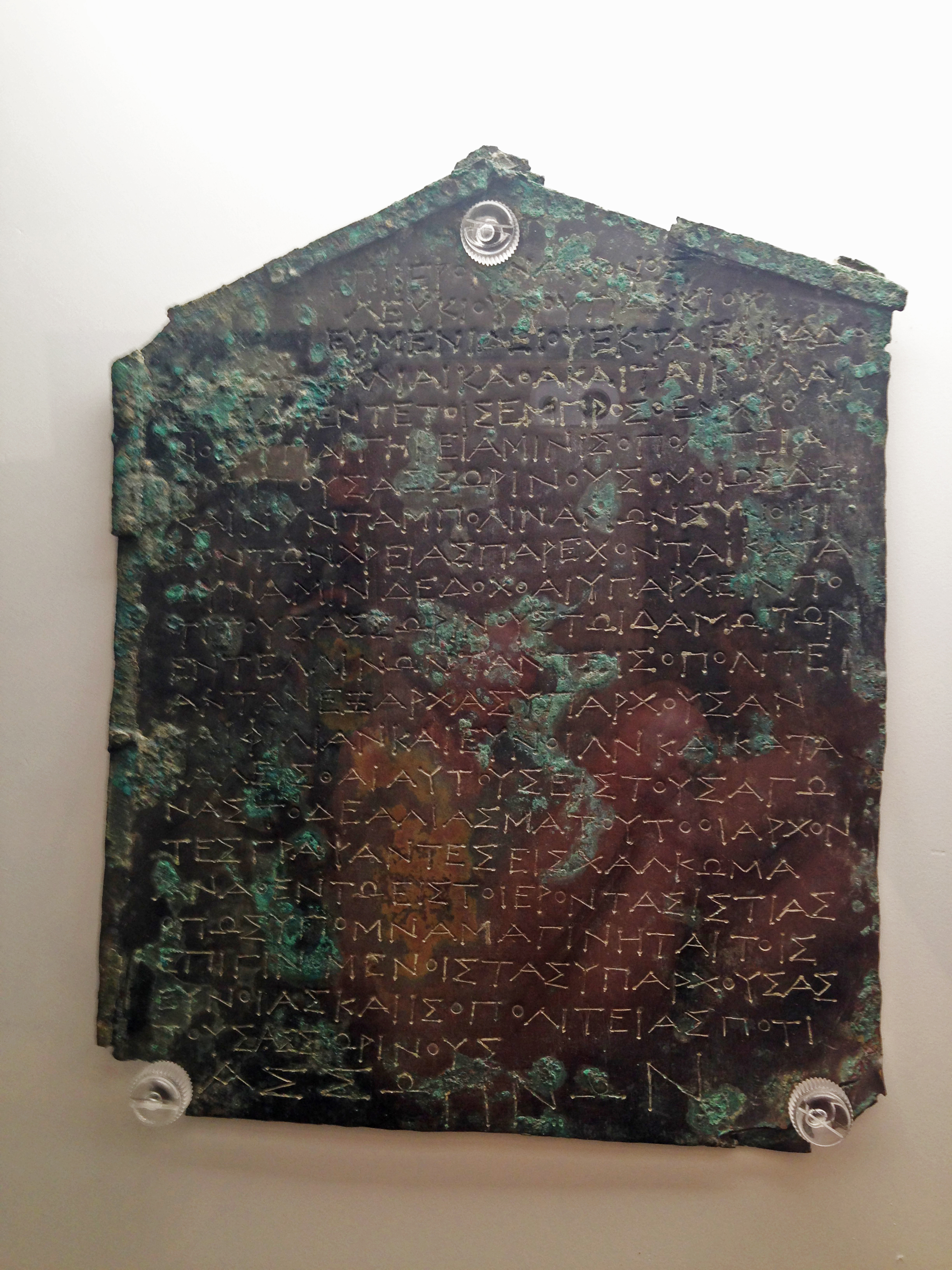
Il decreto C1 di Entella presso il Museo archeologico regionale Antonino Salinas

Attorno al 1970 infatti erano state rinvenute, a Entella (nella zona attorno all'attuale cittadina di Contessa Entellina), delle tavolette di bronzo, conosciute come Decreti di Entella. In queste tavolette si fa riferimento ai Campani che costituivano la popolazione di Entella nella metà del III secolo a.C. e che erano i discendenti dei 1200 soldati mercenari che poi si erano insediati nella città nel V secolo a.C. I caratteri usati nelle tavolette erano greci, ma la lingua parlata dal popolo era differente perché gli Elimi infatti parlavano una lingua anellenica.
La prima pubblicazione risale agli anni ottanta del secolo scorso. Questi documenti, illecitamente trafugati e immessi sul mercato antiquario negli anni settanta, sono stati solo in parte recuperati grazie alla collaborazione tra il Comando carabinieri per la tutela del patrimonio culturale e lo storico Giuseppe Nenci, allora titolare della cattedra di Storia greca presso la Scuola Normale Superiore di Pisa e successivamente direttore degli scavi archeologici da essa condotti sulla Rocca d'Entella.

## La città di Entella

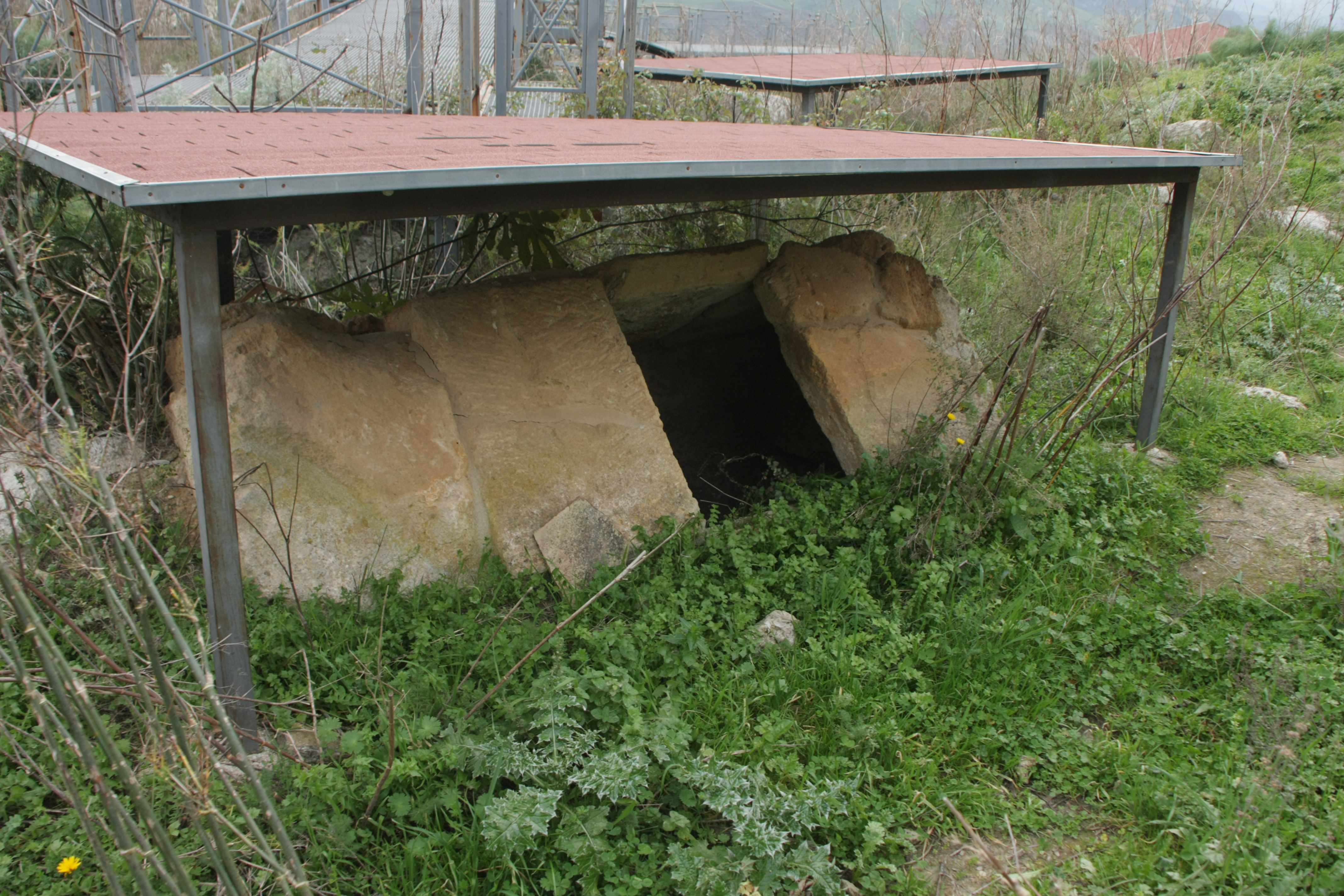
Tomba della necropoli

Frequentato dell'Eneolitico e dall'età del bronzo, il pianoro e le pendici di Rocca d'Entella mostrano eloquenti resti della città antica, fiorente dall'età arcaica alla prima età imperiale, e poi ancora nel Medioevo, fino al definitivo e forzato abbandono nel 1246.

### Il Santuario extramurano
A breve distanza dalla porta di NO (Contrada Petraro), lungo la strada antica proveniente dalla Valle del Belice, e sovrastato dalle mura, è stato scoperto un grande deposito votivo riferibile al culto di Demetra. I materiali votivi e le ceramiche (ora nell'Antiquarium di Contessa Entellina) indicano che il santuario – un thesmophorion (area di culto delle divinità ctonie) – fu in uso dalla fine del VI fino al III sec. a.C.

### Il Palazzo fortificato medievale e gli edifici ellenistico-romani
Sul margine sud del pianoro si trova un palazzo fortificato medievale (un quarto del XII – metà del XIII secolo), con torrione e rampa di accesso e pianta articolata intorno a due spazi aperti. L'edificio mostra analogie con strutture dell'Africa settentrionale. A sud, lungo la stradella, un edificio ellenistico (IV-III sec. a. C.) fu distrutto da un incendio probabilmente contemporaneo a quello che pose fine al granaio ellenistico. Tra le rovine sono stati raccolti abbondanti materiali tra cui vasetti votivi. Poco sopra sono affiorati i resti di un edificio abitato ancora in età romana (I sec. a.C.).

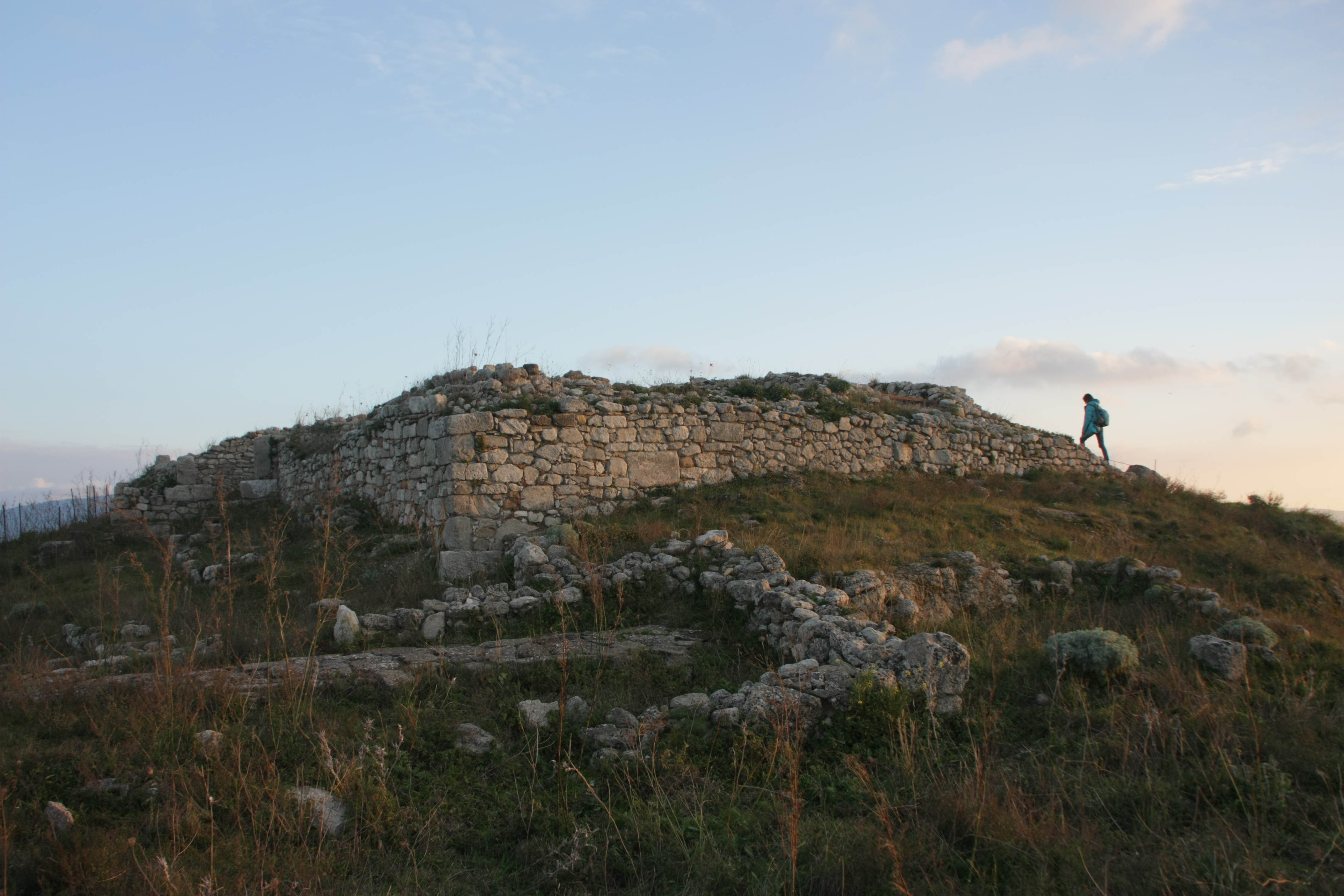
Il castello
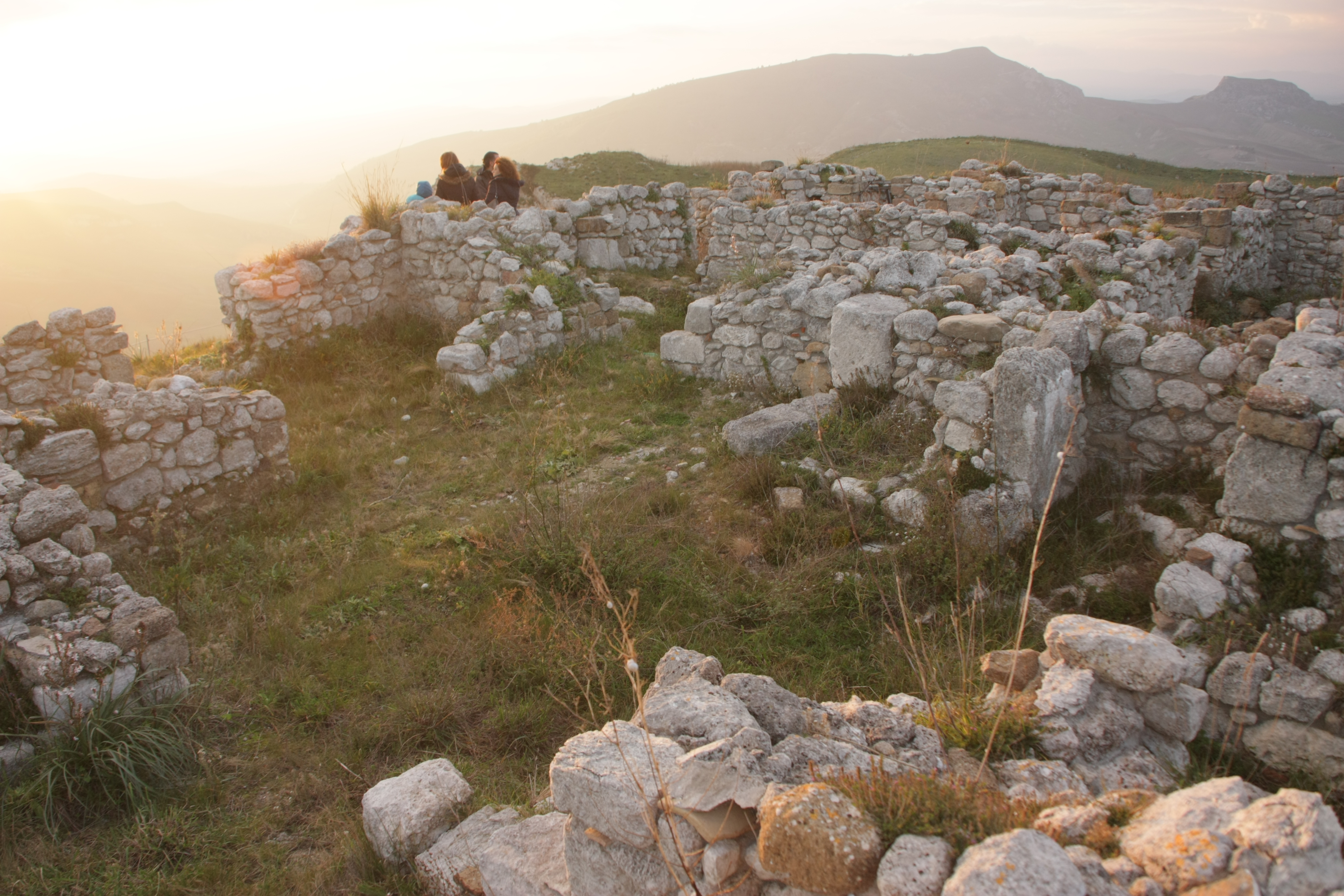
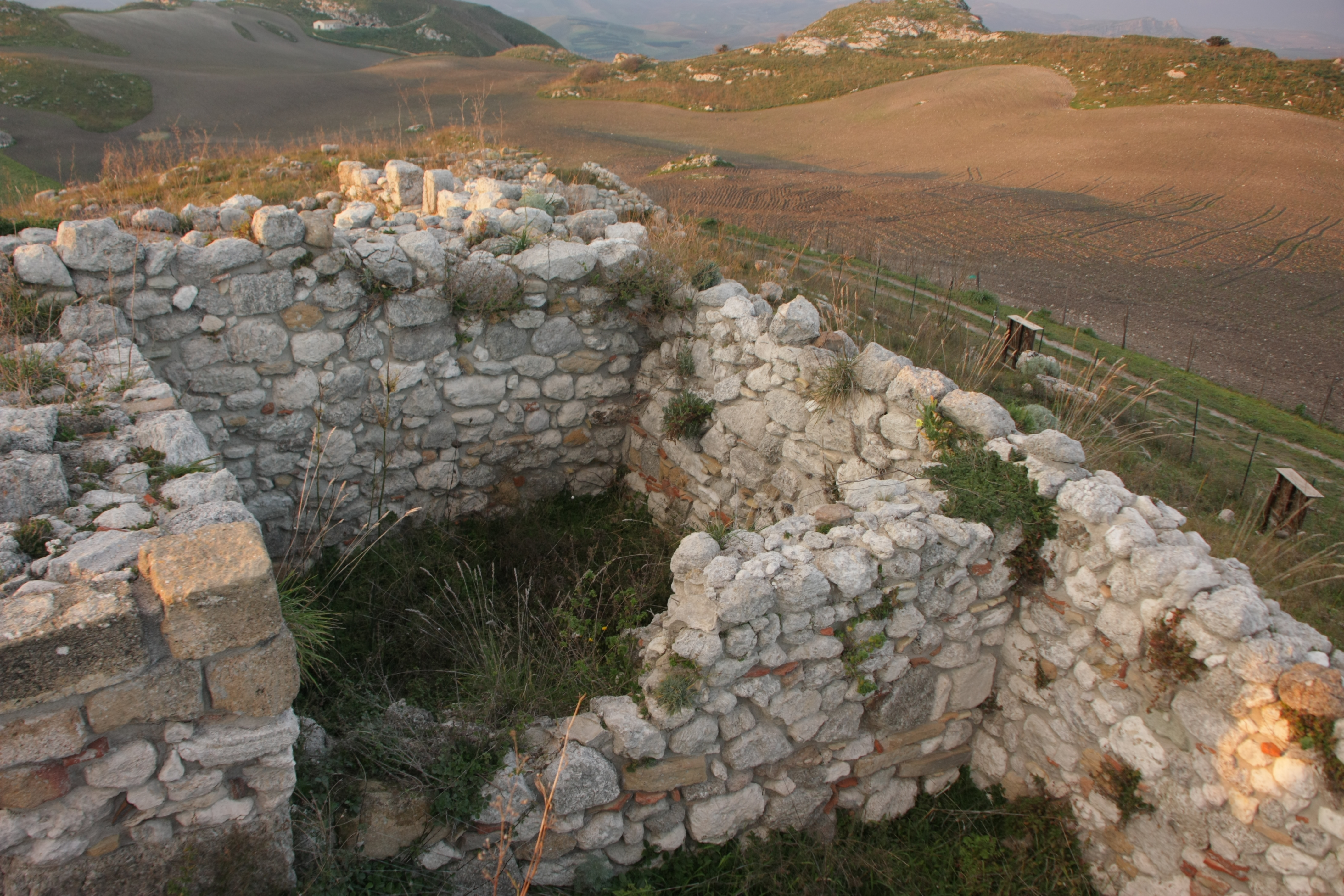

### Le mura

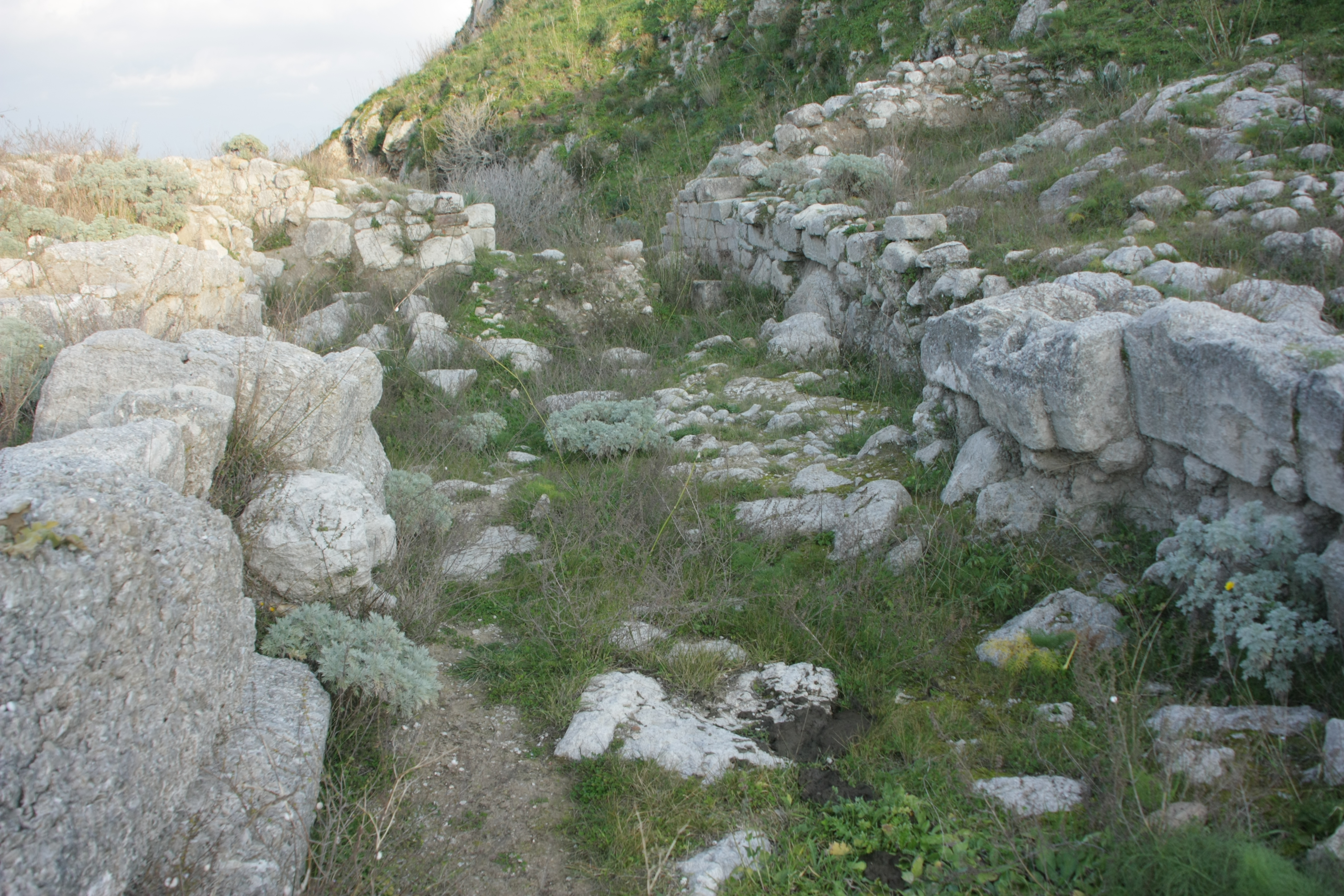
Ingresso nord-ovest di Entella

Una cinta muraria lunga 2800 m circa proteggeva il versante nord, il più facilmente accessibile dal fondovalle e dal ramo sinistro del fiume Belice (antico Crimisio); sui lati sud, est e ovest, invece, le pareti rocciose offrono una difesa naturale, talvolta integrata da interventi umani. Allo sbocco dei due valloni in cui si articola il rilievo della Rocca, si trovano le porte ubiche.
Ben indagata e visibile è la porta di nordovest, cui si accedeva da una strada, ancora percorribile, che si snoda lungo le pendici di Cozzo Petraro. Meno riconoscibile è, invece, la via d'accesso sul versante nordest che immetteva nell'Area pubblica (agorà) della città. Nei pressi della porta di nordovest, recenti scavi hanno portato in luce una necropoli di rito islamico.

### L'agorà
Nel vallone orientale si vedono imponenti resti di edifici pubblici: un tempio senza peristasi (oikos) con altare interno dei primi decenni del V sec. a. C. e un granaio costruito alla fine del IV e distrutto da un incendio alla metà del III sec. a.C. I due edifici erano contenuti da prospetti monumentali e allineati lungo il lato orientale dell'agorà (la piazza pubblica). Sono stati indagati anche un deposito votivo di fondazione del granaio, con statuette tipiche del culto di Demetra, e la cava di gesso usato nella costruzione di questo complesso. Recenti scavi hanno portato in luce un grande ambiente in parte scavato nella roccia, e un altro deposito votivo della fine del IV sec. a.C.

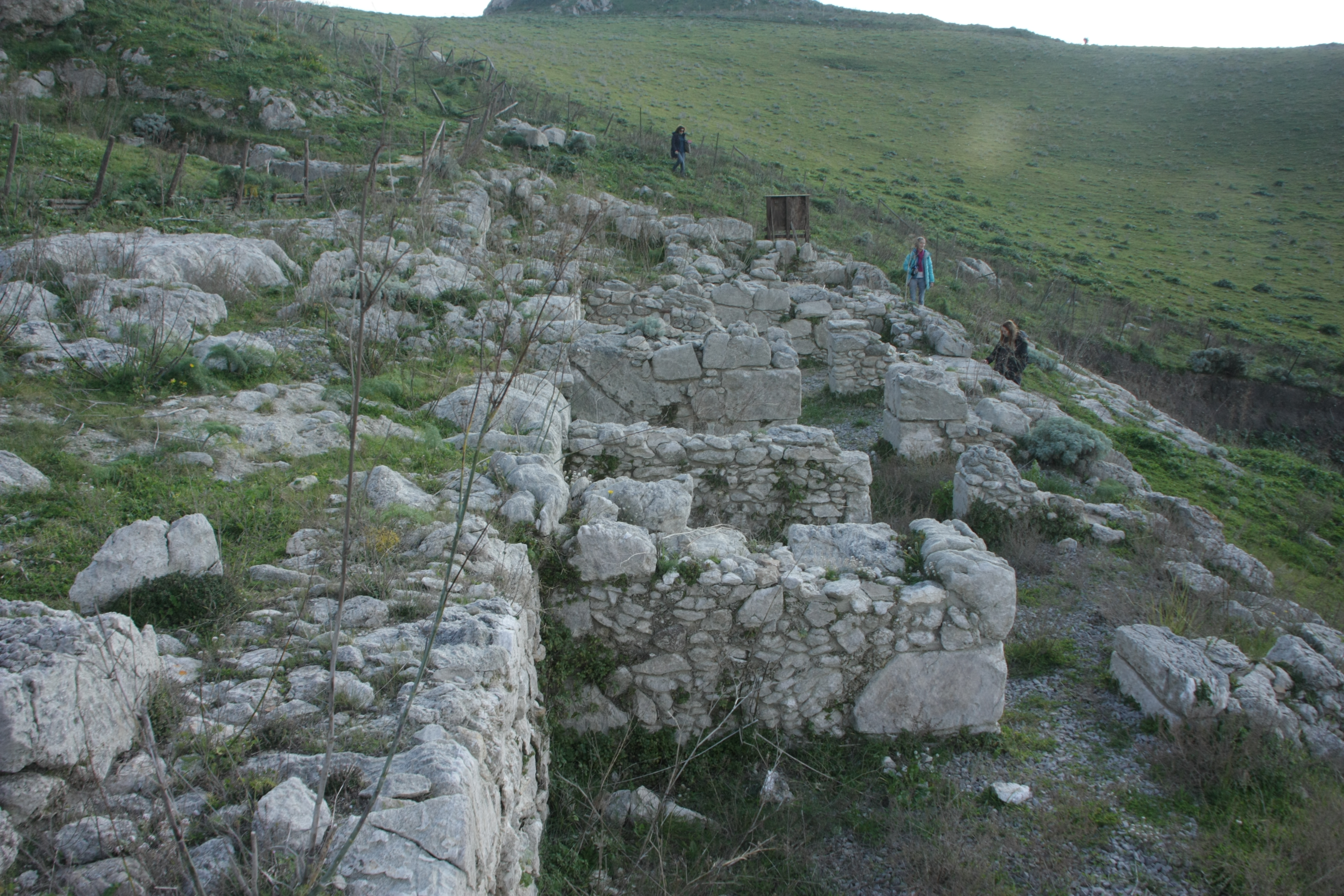
Agorà
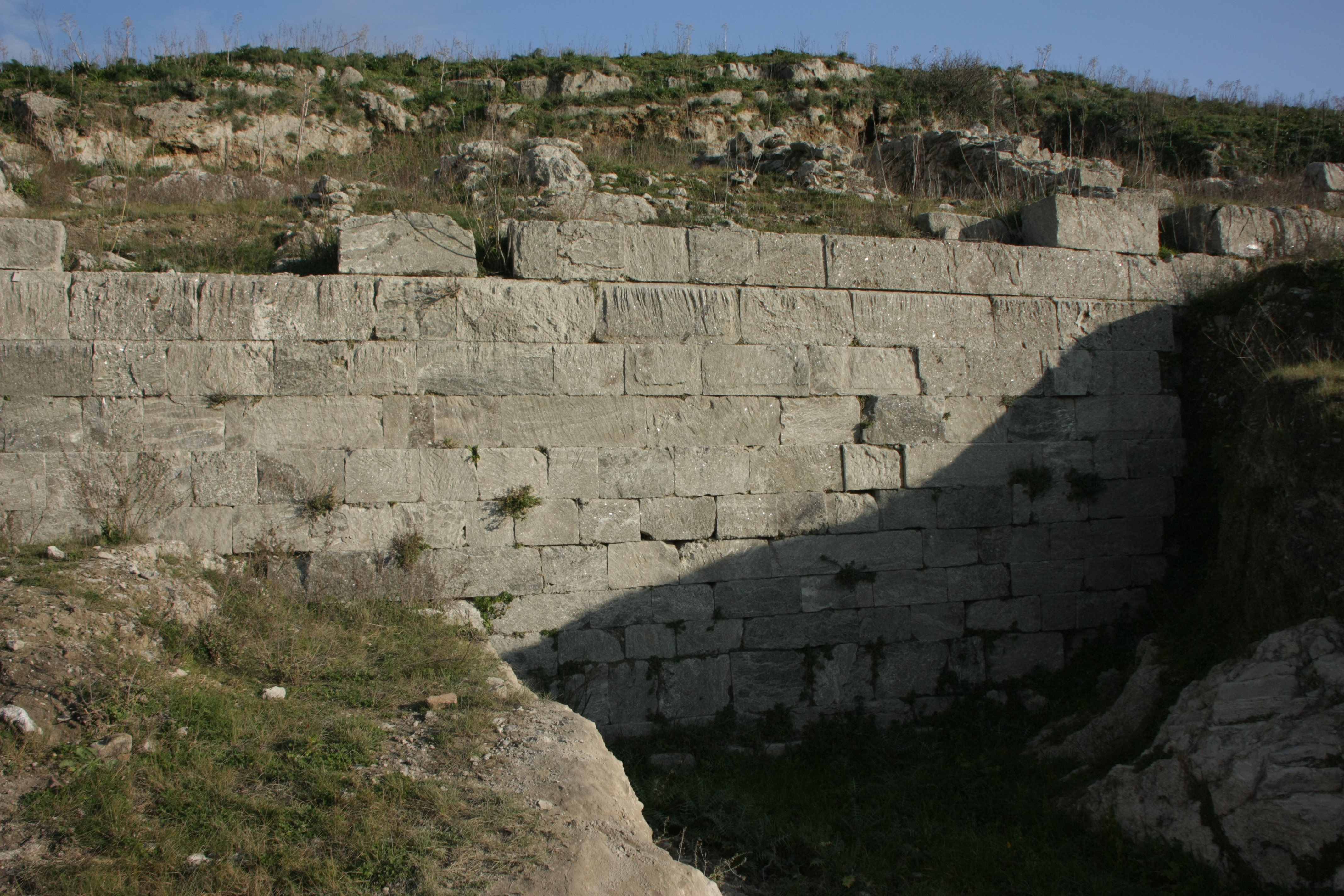
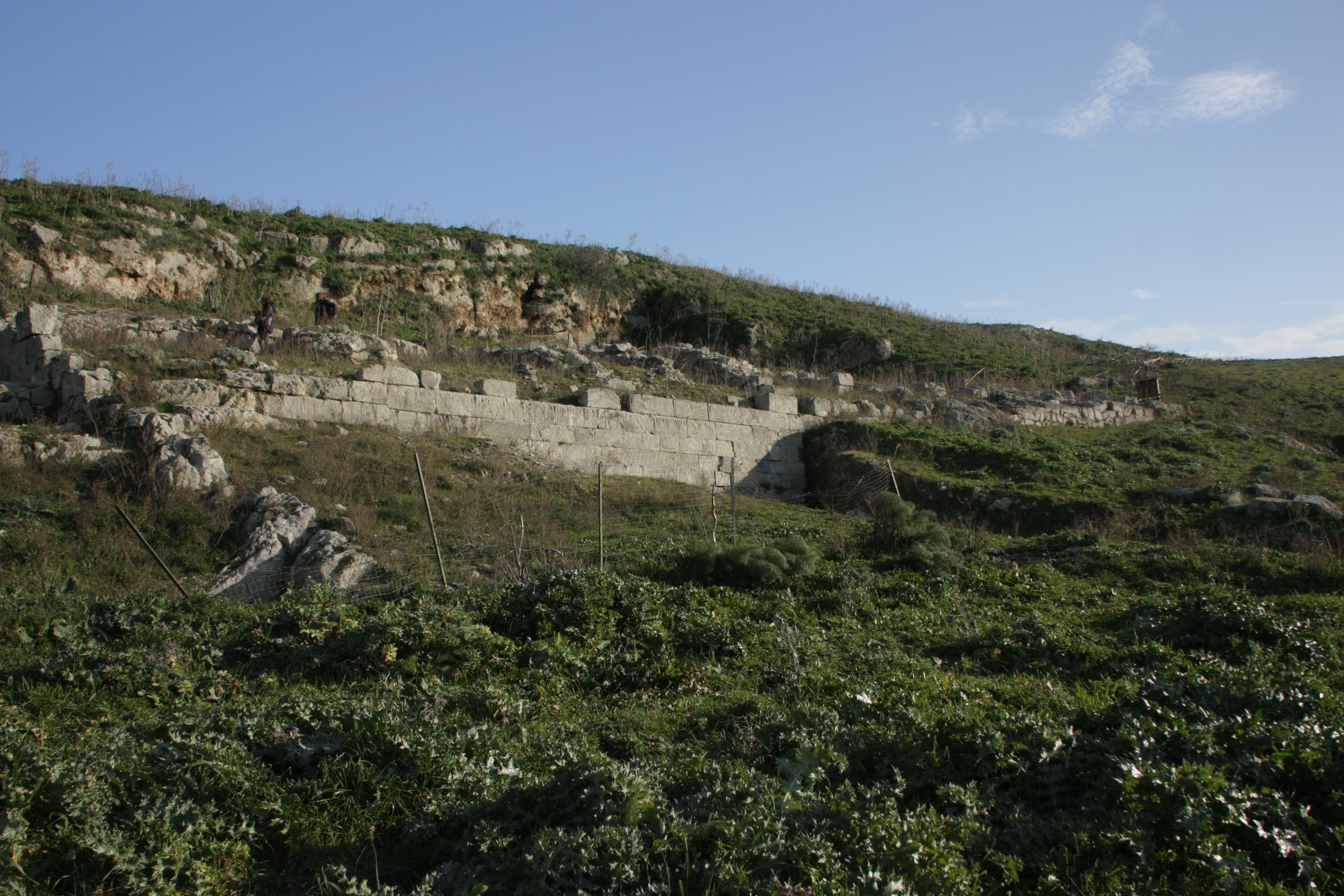
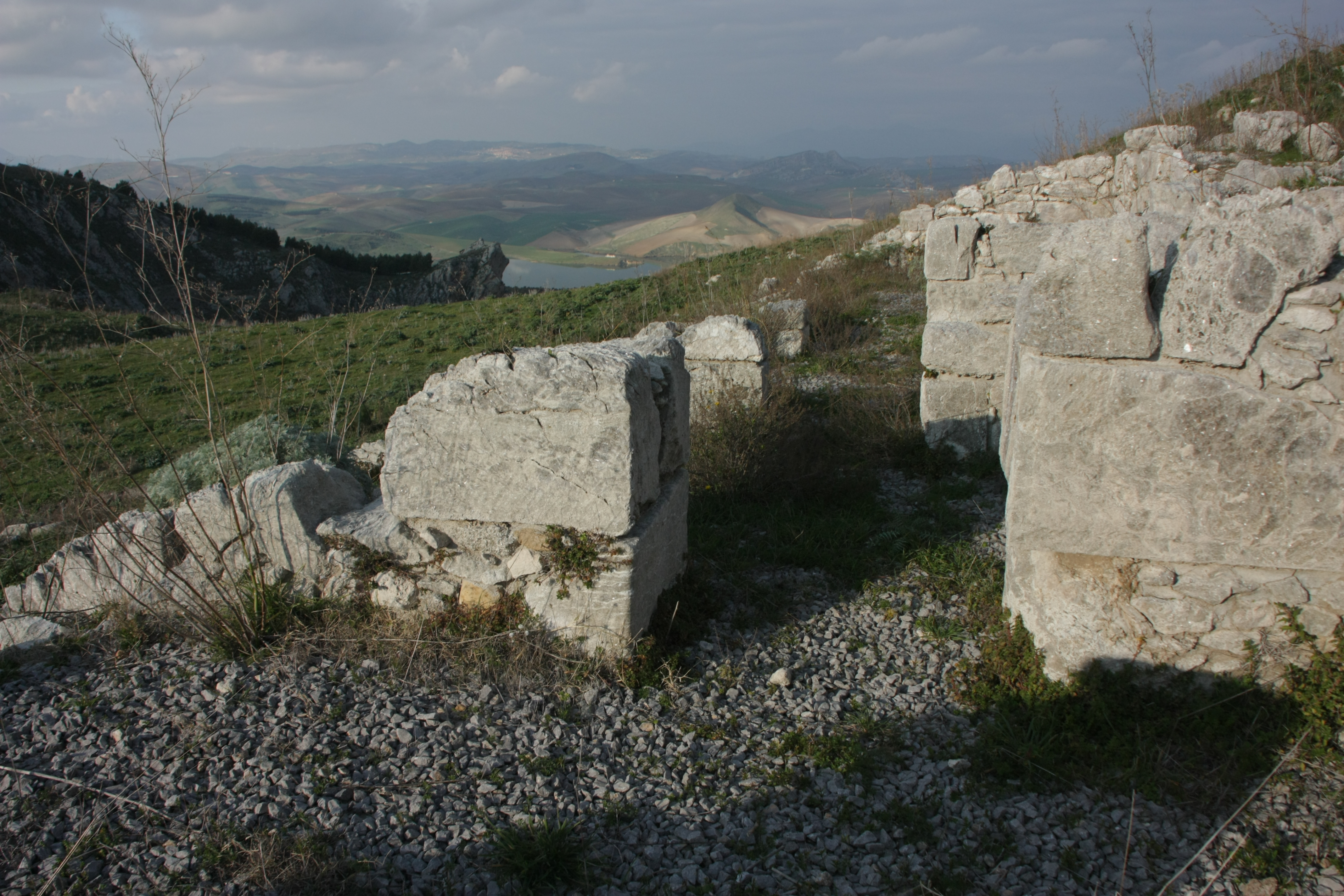

### Il pizzo della regina

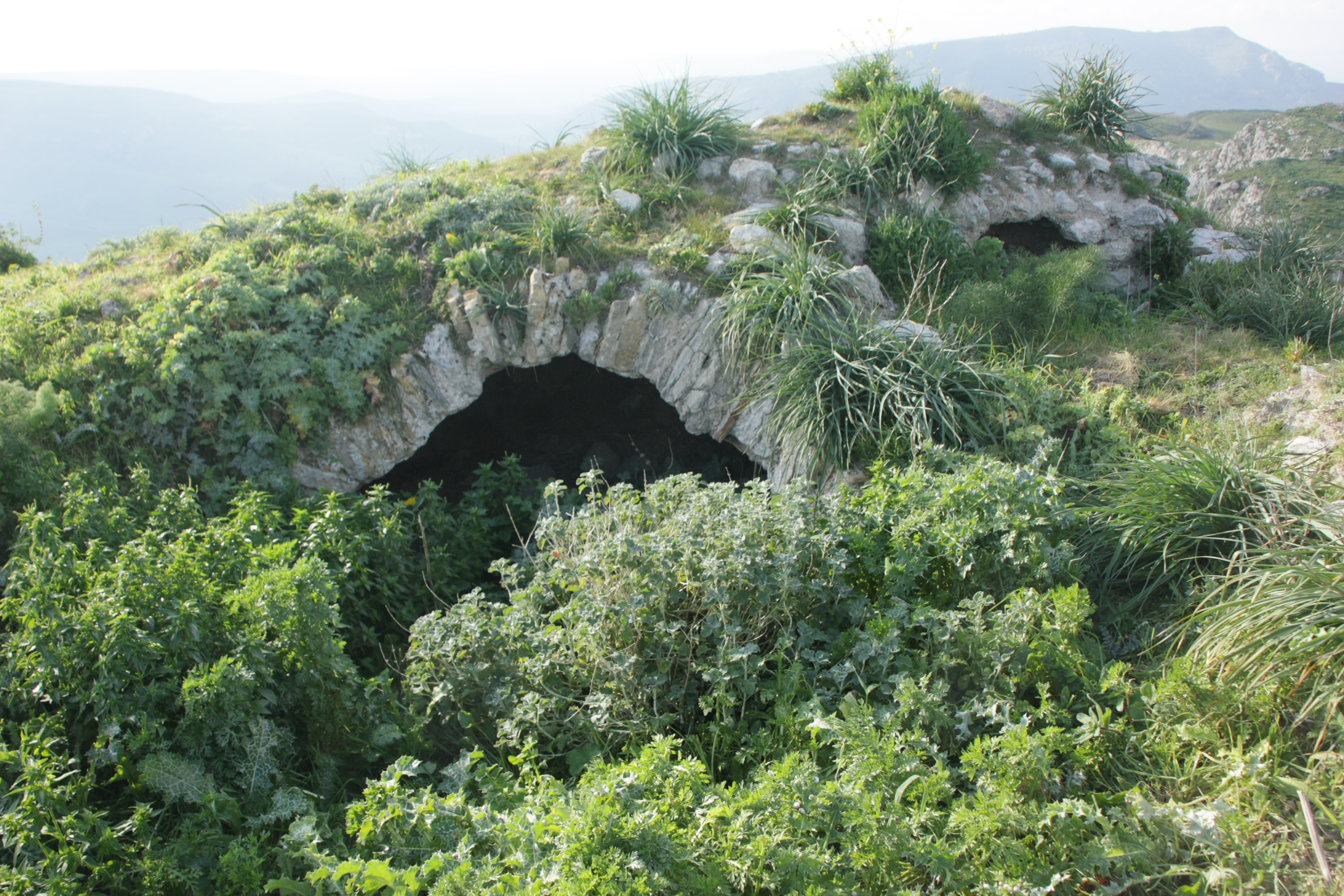
L'arco del Pizzo della Regina

È il punto più elevato della Rocca (557 s.l.m.), e si vedono i resti di un castello medievale noto già nel XVI secolo, rilevati e descritti nel 1858 da F. Sabatier. Si vede ancora una cisterna con volta a botte. Il fortilizio completava a sud-est il sistema difensivo medievale comprendente, oltre le mura, il Palazzo fortificato (versante sud) e una struttura sul Cozzo petraro (angolo nord).

## La leggenda
Nella memoria collettiva degli abitanti di Contessa Entellina persiste la leggenda della Grotta dei Dinari, nome attribuito alla cavità carsica di Rocca d'Entella, oggi sito della Riserva Naturale, che la ritiene custode di tesori protetti da incantesimi e sortilegi. Secondo un'altra tradizione nella grotta abita un mostro strisciante dalle quattordici teste: solo offrendogli giornalmente in pasto una fanciulla è possibile sedarne l'ira.